# Austurland
Austurland Austurlandi, Østlandet, eller Austfirðir er en af Islands 8 landsvæði (regioner). Regionen er inddelt i 9 kommuner.
Austurland ligger i den østlige del af Island havde i 2007 ca. 15.300 indbyggere og et areal på ca. 22.721 km. Egilsstaðir er den største by og regionens kommunikations- og service-knudepunkt.
Islands østligste punkt næsset Norðfjarðarhorn ligger i Austurland ca. 25 km nordøst for Eskifjörður og Islands højeste punkt Hvannadalshnjúkur (2119 m) ligger også i regionen.
Østlandet er præget høje fjelde og dybt indskårne fjorde med naturhavne og i slutningen af det 19.århundrede opstod der her fiskerbygder med hver sit særpræg.

## Byer
Höfn, Djúpivogur, Neskaupstaður, Seyðisfjörður, Egilsstaðir, Bakkagerði,
Vopnafjörður

## Turisme
Austurlands mange lange fjorde, frodige dale, stejle fjelde og enkelte fjeldtopper danner et enestående landskab med gode muligheder for vandreture. Længere mod nord bliver det mere afrundet med mange elve.
Søen Lagerfljót vest for Egilsstaðir skjuler efter sagnet et søuhyre i fjern familie med Loch Ness-slangen. Langs søens bredder findes Islands største skov, bestående af lærk, birk og nåletræ og skovens højeste træer kan være op til 20 meters højde.
Vest for Egilstaðir ligger Nationalparken Skaftafell med bl.a Europas største gletsjer Vatnajökull.
Der afholdes ofte i østlandets bygder årlige byfestivaler og mange bygder har museer og kunstgallerier.
Seyðisfjörður er havn for passager og bilfærgen Norröna, der forbinder Island med Færøerne og Danmark.